# Jean-Claude Mourlevat
Jean-Claude Mourlevat (Ambert, 22 marzo 1952) è uno scrittore e traduttore francese.

## Biografia
Dopo aver insegnato tedesco per alcuni anni, si è dedicato alla sua passione: il teatro, prima come attore poi come insegnante e regista. 
Oggi si occupa di scrittura di libri per ragazzi, romanzi per adulti, e della traduzione dal tedesco al francese. Uno dei suoi maggiori romanzi è stato "La battaglia d'inverno", che nel 2007 ha raggiunto l'alta classifica delle vendite. Il suo libro più conosciuto è Terrestre scritto nel 2011, e già tradotto in molte lingue nel 2012.
Nel 2021 è stato insignito del prestigioso Astrid Lindgren Memorial Award.

## Opere
- La Balafre, 1998
- A comme voleur, 1997
- Le jeune loup qui n'avait pas de nom, 1998
- Kolos et les quatre voleurs, 1998
- L'Enfant océan, 1999, tr. B.Capatti, Il bambino oceano, Rizzoli, 2009
- La Rivière à l'envers 1ère partie: Tomek, 2000
- Regarde bien, 2001
- La rivière à l'envers 2ème partie: Hannah, 2002
- L'homme qui ne possédait rien, 2002
- Je voudrais rentrer à la maison, 2002
- La Ballade de Cornebique, 2003
- L'Homme à l'oreille coupée, 2003
- L'homme qui levait les pierres, 2004
- La Troisième Vengeance de Robert Poutifard, 2004
- Histoire de l'enfant et de l'œuf, 2005
- Sous le grand banian, 2005
- Le Combat d'hiver, 2006, tr. B. Capatti, La battaglia d'inverno, Fabbri, 2007
- La Prodigieuse Aventure de Tillmann Ostergrimm, 2007
- Les Billes du diable, 2008
- Le Chagrin du roi mort, 2009
- Terrienne, 2011, tr. B. Capatti, Terrestre, Rizzoli 2012